# Megaselia manca
Megaselia manca är en tvåvingeart som först beskrevs av Charles Thomas Brues 1907.  Megaselia manca ingår i släktet Megaselia och familjen puckelflugor. Inga underarter finns listade i Catalogue of Life.